# 梅尔·康茨
梅尔·格兰特·康茨（英語：Mel Grant Counts，1941年10月16日—），美国前男子职业篮球运动员，曾效力于NBA联盟。他在1964年的NBA选秀中第1轮第7顺位被波士顿凯尔特人选中。